# سباق طواف فرنسا 1996
سباق طواف فرنسا 1996 من سلسلة سباقات سباق طواف فرنسا. أقيم هذا السباق في تاريخ 29 يونيو - 21 يوليو 1996 على 21+Prologue مراحل. بعد مرور 95 ساعة و57 دقيقة و16 ثانية وبعد طي 3895.4 كم بمتوسط 40.697 كم في الساعة فاز بالميدالية الذهبية بيارني ريس من الدنمارك، فيما حصد يان أولريش من ألمانيا الميدالية الفضية، وكانت الميدالية البرونزية من نصيب ريتشارد فيرنيك من فرنسا.

## الميداليات
| ذهب                   | فضة                  | برونز                  |
| بيارني ريس - الدنمارك | يان أولريش - ألمانيا | ريتشارد فيرنيك - فرنسا |